# آنتونی ارناندس
آنتونی ارناندس (اسپانیایی: Anthony Hernández‎؛ زادهٔ ۱۱ اکتبر ۲۰۰۱) بازیکن فوتبال اهل کاستاریکا است.
وی همچنین در تیم ملی فوتبال کاستاریکا بازی کرده‌است.